# 海伦·B·华纳天文学奖
海伦·B·华纳天文学奖（英語：Helen B. Warner Prize for Astronomy）由美国天文学会设立，每年颁发一次， 旨在奖励对观测或理论天文学做出重要贡献的年轻天文学家（年龄不到36岁，或获得博士学位未满8年）。该奖只授予北美居民（包含夏威夷和波多黎各），或北美研究机构派驻海外的研究者。

## 获奖者名单
以下名单来源于美国天文学会的官站。
- 1954年：阿登·迈内尔
- 1955年：乔治·赫比格
- 1956年：哈罗德·约翰逊
- 1957年：艾伦·桑德奇
- 1958年：默尔·F·沃克（Merle F. Walker）
- 1959年：玛格丽特·伯比奇、杰佛瑞·伯比奇
- 1960年：赫頓·阿普
- 1961年：约瑟夫·W·张伯伦（Joseph W. Chamberlain）
- 1962年：罗伯特·克拉夫特
- 1963年：伯纳德·F·伯克（英语：Bernard F. Burke）
- 1964年：马尔滕·施密特
- 1965年：乔治·W·普雷斯顿（George W. Preston）
- 1966年：里卡尔多·贾科尼
- 1967年：皮埃尔·德马尔克（Pierre Demarque）
- 1968年：弗兰克·J·洛（英语：Frank J. Low）
- 1969年：华莱士·萨金特
- 1970年：约翰·巴考尔
- 1971年：肯尼思·凯勒曼
- 1972年：耶利米·保罗·欧斯垂克
- 1973年：乔治·罗伯特·卡拉瑟斯（英语：George Robert Carruthers）
- 1974年：德米特里·米哈拉斯
- 1975年：帕特里克·帕尔默（Patrick Palmer）、班傑明·祖克曼
- 1976年：斯蒂芬·E·斯特罗姆（Stephen E. Strom）
- 1977年：徐遐生
- 1978年：大衛·施拉姆
- 1979年：亚瑟·戴维森（Arthur Davidsen）
- 1980年：保罗·C·乔斯（Paul C. Joss）
- 1981年：威廉·H·普雷斯（英语：William H. Press）
- 1982年：罗杰·布兰福德
- 1983年：斯科特·特里梅因
- 1984年：迈克尔·特纳
- 1985年：伦诺克斯·考伊
- 1986年：西蒙·怀特
- 1987年：杰克·威兹德姆
- 1988年：米切尔·C·贝格曼（Mitchell C. Begelman）
- 1989年：尼古拉斯·凯泽
- 1990年：伊桑·维什尼亚克
- 1991年：什里尼瓦斯·库尔卡尼
- 1992年：埃德蒙·博钦格
- 1993年：约翰·F·霍利
- 1994年：大卫·斯伯格
- 1995年：E·施特尔·菲尼（E. Sterl Phinney）
- 1996年：弗雷德·亚当斯
- 1997年：查尔斯·C·斯泰德尔
- 1998年：马克·卡米翁科夫斯基
- 1999年：拉尔斯·比尔德斯滕
- 2000年：韦恩·胡
- 2001年：乌罗什·塞利亚克
- 2002年：亚当·里斯
- 2003年：马蒂亚斯·萨尔达里亚加
- 2004年：威廉·霍尔茨阿普费尔（William Holzapfel）
- 2005年：克里斯托弗·雷诺兹（Christopher Reynolds）
- 2006年：莱姆·萨利（Re’em Sari）
- 2007年：萨拉·西格
- 2008年：艾略特·奎塔爾
- 2009年：史考特·高第
- 2010年：史考特·蘭塞姆（Scott Ransom）
- 2011年：史蒂芬·R·富拉内托（Steven R. Furlanetto）
- 2012年：埃里克·B·福特（Eric B. Ford）
- 2013年：马克·克鲁姆霍尔茨（Mark Krumholz）
- 2014年：克里斯·平田
- 2015年：露絲·莫瑞-克萊
- 2016年：菲利普·F·霍普金斯（Philip F. Hopkins）
- 2017年：查利·康罗伊（Charlie Conroy）
- 2018年：亞辛·阿里·海穆德（Yacine Ali-Haïmoud）
- 2019年：喬·博維（Jo Bovy）
- 2020年：斯馬達爾·諾茲
- 2021年：蕾貝卡·道森
- 2022年：布雷特·麥奎爾（Brett McGuire）
- 2023年：安娜·博納卡（Ana Bonaca）